# Sérgio Estanislau do Amaral
Sérgio Estanislau do Amaral (1925 – São Paulo, 18 de outubro de 1996) foi um geólogo, pesquisador e professor universitário brasileiro. 
Foi membro do corpo docente do curso de Geologia da Faculdade de Filosofia, Ciências e Letras da Universidade de São Paulo (USP) em 1959. Após sua aposentadoria, foi também professor de geociências nos cursos Geologia, Geografia, Biologia e Ecologia da Universidade Estadual Paulista (UNESP), em Rio Claro.

## Biografia
Sérgio nasceu em 1925. Era filho de Milton Estanislau do Amaral, neto de José Estanislau do Amaral Filho e Lídia Dias De Aguiar, e sobrinho da pintora Tarsila do Amaral. Teve carreira devotada ao ensino e divulgação das geociências no Brasil. Junto com Viktor Leinz, no início dos anos 60, foi autor do livro "Geologia Geral", o primeiro compêndio moderno da área de geociências no Brasil, que até hoje está em uso. Ainda nessa área, traduziu "História Geológica da Vida".
Cursou o doutorado e estágio de pós-doutorado com o professor Francis John Pettijohn, da Universidade Johns Hopkins. Sua tese de Livre-Docência chamou-se "Geologia e Petrologia da Formação Irati (Permiano) no Estado de São Paulo". Os fósseis de répteis tetrápodes identificados em Marília, designados de  Mariliasuchus amarali,  foram assim batizados por Carvalho & Bertini (1999) em homenagem a Sérgio Estanislau do Amaral. No pequeno Município de Mombuca, situado entre Capivari e Rio das Pedras, a Escola Municipal de Educação Infantil Dr. Sérgio Estanislau do Amaral é também homenagem a seu nome.

## Morte
Sérgio morreu em 18 de outubro de 1996, em São Paulo, aos 71 anos.